# Bendikwai
Bendikwai is een dorp in het district Sipaliwini in Suriname. Het ligt aan de Boven-Surinamerivier, tussen Grantatai (stroomafwaarts) en Pikin Slee (stroomopwaarts).
In het dorp wonen Saramaccaanse marrons. Ongeveer de helft van de 100 tot 120 inwoners in het dorp zijn kinderen. Doordat veel mannen buiten het dorp werken, wonen er twee keer zoveel vrouwen als mannen.
De bevolking leeft van kleinschalige landbouw, jacht en houtsnijwerk. Als drinkwatervoorziening zijn er durotanks geplaatst waarmee regenwater wordt opgevangen.
In het dorp bevindt zich een openbare basisschool; voorheen was deze school van bahai gezindte. In 2015 werd met hulp van de Nederlandse stichting Suriname Jaarkalender de trap aan de rivier verbeterd, die schoolkinderen gebruiken wanneer ze de boot gebracht en gehaald worden.
Abenaston · Adawai · Akisiaman · Akwaukondre · Amakakondre · Asenbaso · Asidonhopo · Atjoni · Aurora · Begoeba · Begoon · Bekiokondre · Bendikwai · Bendiwata · Biudoematoe  · Bofokoele · Botopasi · Dan · Dangogo · Daume · Debikè · Deboo · Djemongo · Djoemoe · Duwatra · Foetoenakaba · Gingiston · Goddo · Godowatra · Goejaba · Gran Slee · Grantatai · Gunsi · Heikoenoenoe · Jawjaw · Kaajapati · Kajana · Kambaloea · Kampoe · Koonoo · Kuututen · Ladouanie · Lespansi · Ligorio · Malobi · Malroseekondre · Masiakriki · Moitori · Nazaleti · Nieuw-Aurora · Padalafanti · Pambo Oko · Pikin Slee · Pingpe · Pokigron · Saloebanga · Semoisi · Soolan · Stonhoekoe · Tjaikondre · Toemaripa · Toetoeboeka